# دنیس پریچینکو
دنیس پریچینکو (اوکراینی: Денис Сергійович Причиненко؛ زادهٔ ۱۷ فوریهٔ ۱۹۹۲) بازیکن فوتبال اهل آلمان است.
از باشگاه‌هایی که در آن بازی کرده‌است می‌توان به باشگاه فوتبال یونیون برلین، باشگاه فوتبال هارت آف میدلوتیان، و باشگاه فوتبال زسکا صوفیه اشاره کرد.
وی همچنین در تیم‌های ملی فوتبال Ukraine national under-16 football team و Ukraine national under-17 football team بازی کرده‌است.